# Onšov (Morávia do Sul)
Onšov é uma comuna checa localizada na região de Morávia do Sul, distrito de Znojmo.